# Ciîhîn, Seredîna-Buda
Ciîhîn (în ucraineană Чигин) este un sat în comuna Uralove din raionul Seredîna-Buda, regiunea Sumî, Ucraina.

## Demografie
Componența lingvistică a localității Ciîhîn
     Rusă (100%)
Conform recensământului din 2001, toată populația localității Ciîhîn era vorbitoare de rusă (100%).